# Ariadna Tyrkova-Williams
Ariadna Vladimirovna Tyrkova-Williams (russe : Ариадна Владимировна Тыркова) née en 1869 à Saint-Pétersbourg et morte en 1962 à Washington de son premier nom de mariage Ariadna Borman est une femme politique libérale, journaliste, écrivaine et féministe russe, active en Russie dans la période révolutionnaire et jusqu'en 1920. Par la suite, elle vit et travaille comme écrivain en Grande-Bretagne (1920-1951) puis aux États-Unis (1951-1962).

## Biographie

### Premiers engagements politiques
Ariadna Vladimirovna Tyrkova est née le 13 novembre 1869 (25 novembre dans le calendrier grégorien) à Saint-Pétersbourg. Elle est la fille de Vladimir Tyrkov, propriétaire terrien à Vergezhi, dans la région de Novgorod et fonctionnaire des finances. Sa mère, Sofia Karlovna, est apparentée à la révolutionnaire Sofia von Gertsfeld (ru)[réf. nécessaire]. Son frère Arcady, militant de Narodnaïa Volia, est exilé en 1891 en Sibérie à la suite d'un attentat contre le Tsar et reviendra après une amnistie en 1903.
Elle fait ses études à Saint-Pétersbourg, d'abord au Lycée Obolenskaïa (ru), avec Nadejda Kroupskaïa, puis aux Cours Bestoujev,. Elle fréguente alors les milieux marxistes :

« Trois fondateurs du marxisme russe, Mikhaïl Tygan-Baranovski (ru), Pierre Struve, et Vladimir Oulianov étaient mariés à une de mes camarades d'école. Toutes trois avaient une vie forte, pleine d'amis, et stable. Grâce à elles j'ai appris à connaitre le marxisme russe, ou plutôt que le marxisme, les marxistes. Je n'en ai jamais étudié la théorie, et plus j'écoutais les longues conversations sur Karl Marx, des travaux, ses lettres à Engels, avec l'indication des éditions et des pages où se trouvaient telle ou telle citation, moins j'avais envie de l'étudier. »

Elle épouse en 1890 Alfred Borman, un ingénieur, avec lequel elle a un fils, Arcady, né en 1891, puis une fille, Sonia. Le couple se sépare au bout de 7 ans de mariage.
Vers 1900, elle s'engage politiquement dans des groupes liés à la revue Libération (ru) (Osvobozhdenie) de Pierre Struve, principal représentant du « marxisme légal » en Russie, et qui évoluera vers l'opposition libérale. Elle est arrêtée en 1904, elle est arrêtée en essayant de faire passer 400 exemplaires de la revue en Russie. Condamnée à 30 mois de prison, mais placée en liberté surveillée, elle s'enfuit à Stuttgart, où est la rédaction d'Osvobozhdenie.
Elle y rencontre Harold Williams (1876-1928), slaviste néo-zélandais et britannique, correspondant du Times, qu'elle épousera en 1906. Williams est envoyé à Saint-Pétersbourg en tant que journaliste du Morning Post, et Ariadna Vladimirovna le suit à la faveur de l'amnistie générale accordée par le Manifeste d'octobre après la Révolution russe de 1905.  Elle est une des fondatrices du parti constitutionnel-démocratique, ou parti KD (cadet).

### Entre les révolutions
En 1906, Ariadna Tyrkova-Williams devient membre de son comité central du parti KD, et y sera la seule femme jusqu'à l'entrée dans cette instance de Sophie Panine. Elle rejoint l'Union pan-russe pour l'Égalité des Femmes et, avec Iekaterina Kouskova, est l'une des principales militantes pour l'égalité des droits, invitant le parti KD, à ajouter à son programme le droit de vote pour les femmes.
Après la défaite, à la fin 1907, du mouvement révolutionnaire, elle glisse vers la droite du parti KD, et plaide pour une alliance avec le groupe progressiste de la Douma et l'aile gauche des octobristes. Elle rédige des articles pour différents journaux, dont Niva, La Pensée russe, Le Messager de l'Europe, écrit des romans, récits et un essai sur Anna Philosophova.
En 1911, la famille est brièvement impliquée dans un scandale lorsque Harold Williams est accusé d'espionnage, accusation dont l'origine serait une provocation de la police secrète russe.
Au cours de la Première Guerre mondiale, elle travaille à l'Union russe des villes, où elle s'occupe l'organisation des régiments sanitaires et de leur approvisionnement. Elle passe également une année en Turquie et écrit un livre sur cette expérience (Vieille Turquie et Jeunes-Turcs : une année à Constantinople, 1916).

### Révolution de 1917
En mars 1917, immédiatement après la révolution de Février, Ariadna Tyrkova-Williams est élue au comité du parti constitutionnel-démocrate de Saint-Pétersbourg. Elle coordonne les publications de son parti, et à l'été 1917, elle est élue à la Douma de la ville, où elle dirige le groupe de son parti. En août, elle est membre de la conférence démocratique, et en septembre dans le pré-parlement. Après la prise du pouvoir par les Bolcheviks lors de la révolution d'Octobre, elle se présente à l'assemblée constituante russe lors des élections de novembre. Elle édite avec Alexandre Izgoiev un journal, Borba, s'opposant au nouveau pouvoir jusqu'à son interdiction.
Après la dissolution de l'assemblée constituante par les Bolcheviks, elle rejoint le sud de la Russie, pour aider à organiser une résistance, puis émigre en Grande-Bretagne au printemps 1918, et publie en 1919 un récit sur la première année de la révolution russe, From Liberty to Brest-Litovsk.
Harold est accrédité par le Times et la Daily Chronicle auprès de l'état-major des Forces Armées du Sud de la Russie du général Anton Dénikine au printemps 1919. Sa femme le suit en juillet et contribue à la propagande des Blancs, au sein de l'OSBAG (ru).  Politiquement, elle s'oriente à l'extrême-droite, et écrit :

« Nous devons d'abord aider l'armée et placer notre programme démocratique au second plan. Nous devons créer une classe dirigeante et non une dictature de la majorité. L'hégémonie universelle de la démocratie occidentale est une imposture que des politiciens nous ont instillée. Nous devons avoir le courage de regarder dans les yeux cette bête sauvage qu'on appelle le peuple. »

### Émigration
Après la défaite des Blancs, Ariadna Tyrkova-Williams retourne en Grande-Bretagne, en 1920. À Londres, elle est une des fondatrices du Comité pour la libération des peuples de Russie, travaille à ses publications, et lève de l'argent pour les orphelins russes. Harold meurt en novembre 1928. Elle écrit ensuite une biographie d'Alexandre Pouchkine ((ru) Жизнь Пушкина, 2 volumes, 1928–1929), et un livre sur son mari (Cheerful Giver, 1935).
Elle est pendant la Seconde Guerre mondiale en France, et est brièvement internée en mars 1943 par les Allemands en tant que ressortissante britannique. En mars 1951, elle émigre aux États-Unis et publie ensuite trois volumes de mémoires, (ru) То, чего больше не будет (1954), (ru) На путях к свободе (1952) et (ru) Подъём и крушение (1956).
Ariadna Tyrkova-Williams meurt le 12 janvier 1962 à Washington. Elle repose dans le cimetière de Rock Creek.

## Œuvres
- (ru) Osvobozhdenie zhenshchiny [« La libération de la femme »], t. p., 1917
- (ru) Старая Турция и Mладотурки : Год в Константинополе. [« Vieille Turquie et Jeunes-Turcs : une année à Constantinople »], Петроград, Б.М. Вольфа,‎ 1916 ;
- (en) From Liberty to Brest-Litovsk, the First Year of the Russian Revolution [« De la liberté à Brest-Litovsk, la première année de la révolution russe »], Londres, Macmillan, 1919, 526 p., [Lire en ligne en anglais (page consultée le 15 novembre 2017)] ;
  - 2e édition Westport, CT, Hyperion Press, 1977,  (ISBN 0-88355-448-8), 526 p. ;
- (en) Why soviet Russia is starving [« Pourquoi la Russie meurt de faim »], Londres, Russ. Liberat. Committee, 1919, [lire en ligne (page consultée le 18 novembre 2017)] ;
- (ru) Жизнь Пушкина [« Vie de Pouchkine »], Paris, Sklad izd. Knizhnyi magazin Vozrozhdeniia,‎ 1929, vol. 1 (1799–1824), vol. 2 (1824–1837) ;
  - 2e édition, Paris, YMCA Press, 1948 ;
  - 3e édition, Moscou, Molodaia Gvardiia, 1998,  (ISBN 5-235-02310-2) (set),  (ISBN 5-235-02301-3) (v. 1),  (ISBN 5-235-02302-1) (v. 2) ;
- (ru) Cheerful Giver : the Life of Harold Williams, by his wife, Ariadna Tyrkova-Williams [« Celui qui donne avec joie : vie de Harold Williams, par sa femme Ariadna Tyrkova-Williams »], Londres, P. Davies, 1935, 337 p. ;
- (ru) На путях к свободе [« Sur les chemins de la liberté »], New York, Chekhov,‎ 1952, 429 p., [Lire en ligne en russe (page consultée le 15 novembre 2017)] ;
- (ru) То чего больше не будет [« Ceux, dont il ne restera rien »], Paris, Vozrozhdenie,‎ 1954, 267 p..